# 265省道 (江苏省)
265省道又名镇江－溧阳公路，简称镇溧线，是江苏省南部的一条南北向省道，位于镇江市和常州市境内，茅山山脉东侧。北起镇江市丹徒区宜城街道346国道（金润大道），向南经常州市金坛区西部，止于溧阳市昆仑街道239省道（史侯大道）。其中溧阳段待建。

## 历史
2011年调整省道网，新增镇溧线规划，编号S265，起自镇江市润州区官塘桥街道镇南立交，向南经镇江市丹徒区、常州市金坛区西部，终于溧阳市昆仑街道长深高速溧阳西互通，规划总里程84公里。
2014年镇南立交至丹徒古洞段通车，2017年丹徒古洞至丹徒上会段通车，2021年丹徒上会至丹徒荣炳（镇江常州界）段通车。其中镇南立交至丹徒上会段利用建于1990年代的新镇荣公路，上会至镇常界段为新镇荣公路东移改线。
2018年-2019年金坛段全线分两期通车。
溧阳余桥至溧阳西互通段规划利用中关村大道（建成于2013年） ，金溧界至溧阳余桥段待建。
2023年江苏省道网规划调整，镇溧线规划起点缩至346国道，终点缩至239省道，规划总里程约73公里。镇江市镇南立交至346国道1公里、溧阳市239省道至长深高速溧阳西互通8公里不再列入265省道。